# Marco Livio Druso Claudiano
Marco Livio Druso Claudiano (en latín, Marcus Livius Drusus Claudianus; m. 42 a. C.) fue un político y militar romano del siglo I a. C., padre de la emperatriz Livia Drusila. Peleó del lado de los asesinos de César en la batalla de Filipos.

## Familia
Claudiano fue miembro de la familia de los Claudios Pulcros por nacimiento, pero fue adoptado por Marco Livio Druso, tribuno de la plebe en el año 91 a. C. Casó con Alfidia, hija de un aristócrata provincial de Fundi, con la que tuvo una hija: Livia Drusila. Al carecer de herederos varones, adoptó a un miembro de los Escribonios Libones que tomó el nombre de Marco Livio Druso Libón.

## Carrera pública
Aparece mencionado por primera vez en el año 59 a. C. entre los partidarios de los triunviros cuando esperaba entrar en una embajada a Egipto. Ocupó la pretura en el año 55  o 50 a. C. En este último año presidió un proceso judicial regido por la Ley Escantinia, aunque también lo pudo presidir en calidad de iudex quaestionis.
Tras la muerte de Julio César, se unió a los libertadores y luchó en su bando en la batalla de Filipos. Se suicidó tras la derrota.